# Vliegtuigcrash Boensberg Merksplas

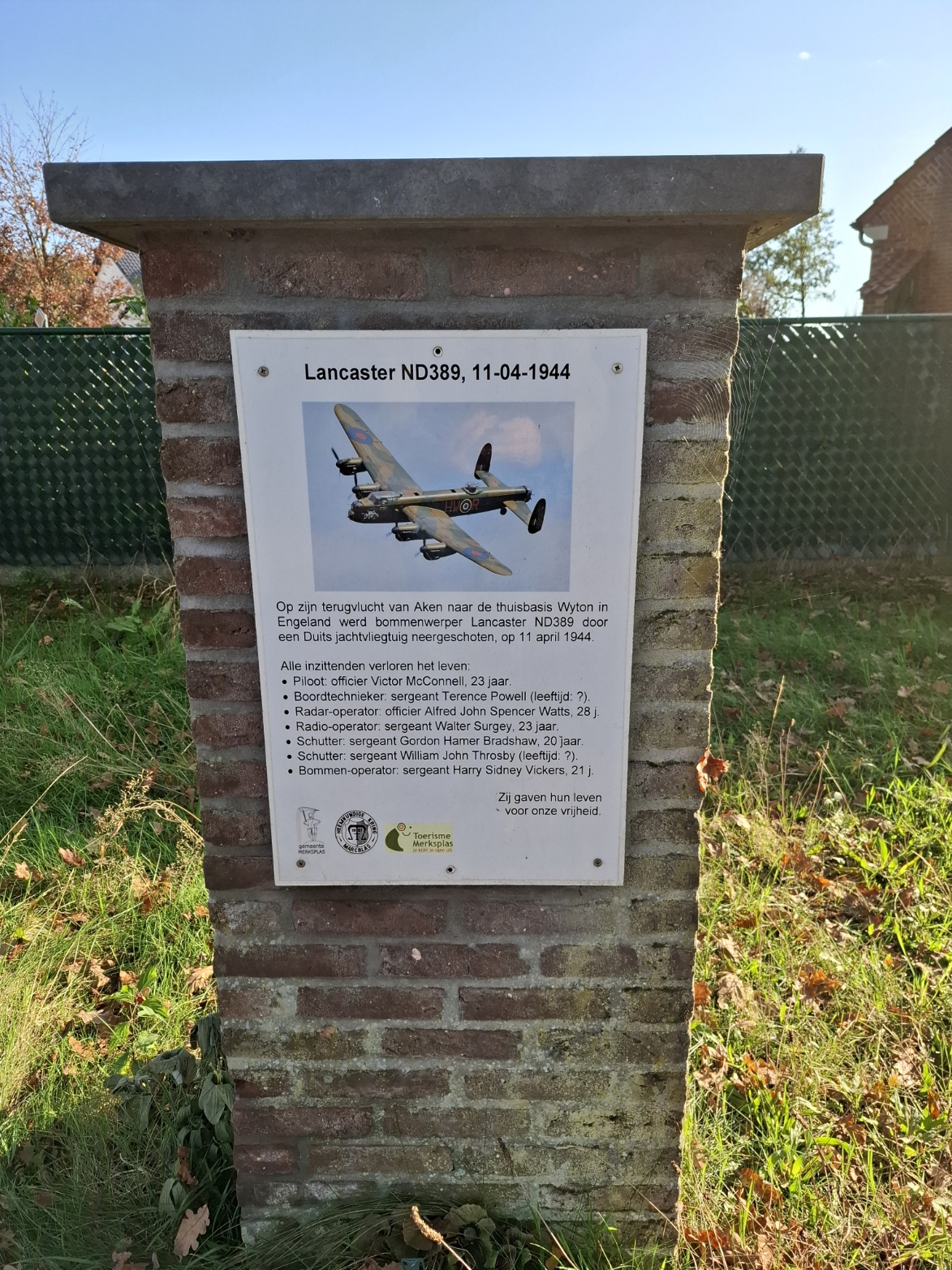
plakkaat met de namen van de bemanning in de Boensberg te Merksplas.

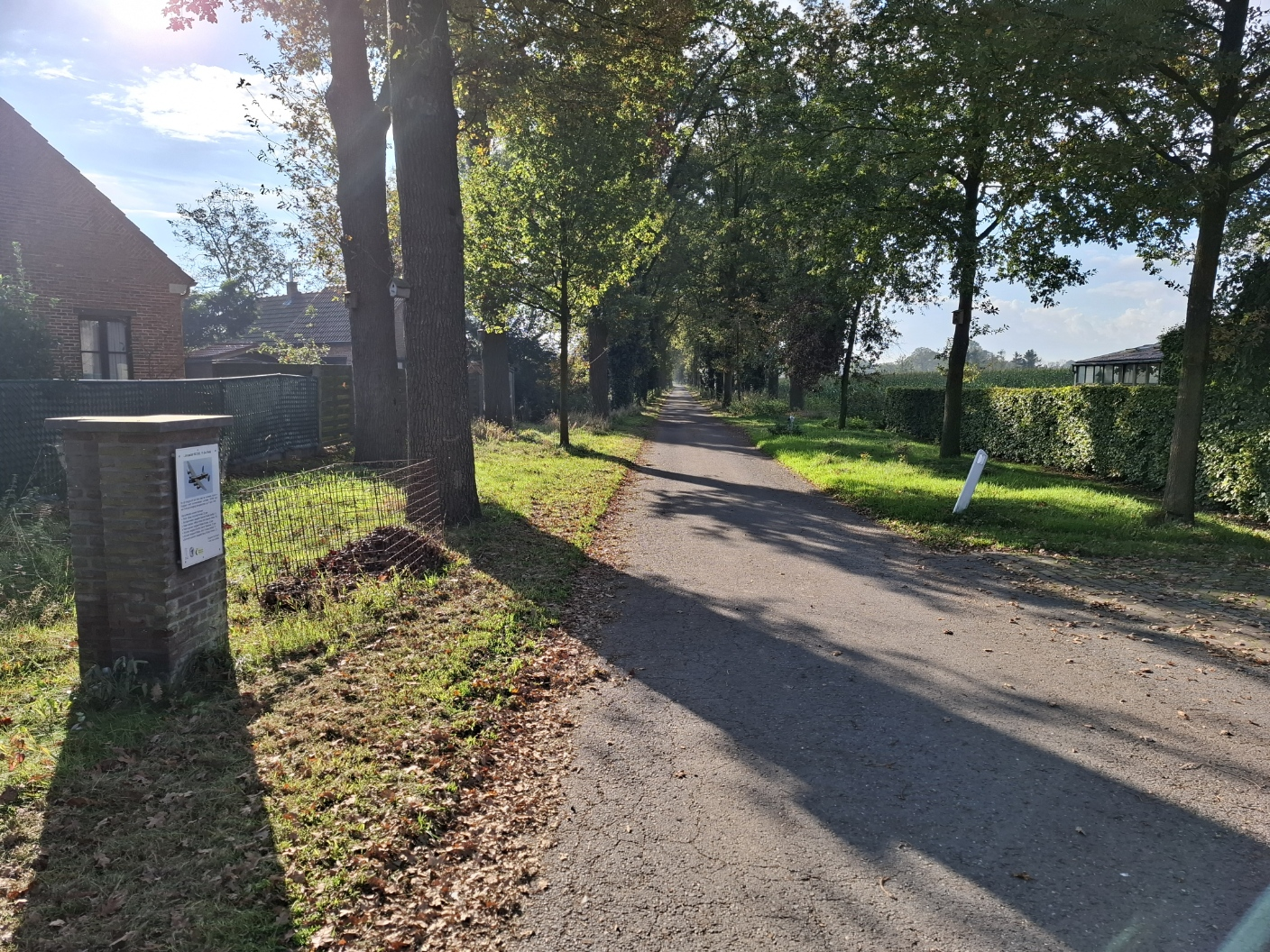
Monument van de vliegtuigcrash in 1944 in de straat Boensberg te Merksplas.

De vliegtuigcrash in de straat Boensberg te Merksplas tijdens de Tweede Wereldoorlog betrof een Lancaster ND389.
In de nacht van 11 op 12 april 1944 stortte de Lancaster III ND389 OL-A van het 83e squadron van de Royal Air Force neer in Merksplas, België. Het toestel was op de terugweg naar de thuisbasis RAF Wyton in Cambridgeshire (VK), na deelgenomen te hebben aan een bombardement op het rangeerstation Rote Erde bij Aken. Tijdens deze terugvlucht werd de Lancaster onderschept door een Duits jachtvliegtuig, een Bf 110 G-4, gevlogen door Oberleutnant Heinz-Wolfgang Schnaufer van het 1e Nachtjagdgeschwader (IV./NJG 1). Schnaufer was opgestegen vanuit Sint-Truiden en schoot het vliegtuig neer, waarna het op zo’n honderd meter hoogte uit elkaar spatte en de wrakstukken neerkwamen op de Boensberg in Merksplas.

## Bemanning
Alle zeven bemanningsleden van de Lancaster ND389 kwamen om bij de crash. Hun lichamen werden begraven op het Schoonselhof in Antwerpen:
- Piloot: Flying Officer Victor McConnell (23 jaar)
- Boordwerktuigkundige: Sergeant Terence Powell (leeftijd onbekend)
- Navigator: Flying Officer Alfred John Spencer Watts (28 jaar)
- Radio-operator: Sergeant Walter Surgey (23 jaar)
- Schutter: Sergeant Gordon Hamer Bradshaw (20 jaar)
- Schutter: Sergeant William John Throsby (leeftijd onbekend)
- Bommenrichter: Flight Sergeant Harry Sidney Vickers (21 jaar)

## Herdenkingen en monument
Ter nagedachtenis aan de bemanning van de Lancaster ND389 werd er een monument geplaatst op de crashlocatie in Merksplas. Dit gedenkteken, gevestigd aan de Boensberg, eert de mannen die hun leven gaven voor de vrijheid tijdens hun missie in de Tweede Wereldoorlog.
Het monument vermeldt de namen van de bemanningsleden en geeft aan dat het toestel werd neergeschoten door een Duits jachtvliegtuig op 11 april 1944, terwijl het terugvloog van Aken naar de thuisbasis in Engeland.

## Historische context
De Lancaster ND389 maakte deel uit van een grootschalige geallieerde operatie om Duitse infrastructuur te vernietigen in de aanloop naar de D-Day-landingen. Het bombardement op het rangeerstation bij Aken was bedoeld om het transport van Duitse troepen en materieel te verstoren. Helaas werd de missie van deze bemanning noodlottig toen het vliegtuig werd onderschept door de ervaren Heinz-Wolfgang Schnaufer, die een van de meest succesvolle piloten van de Luftwaffe was.